# Вси Светии (Негуш)
„Вси Светии“ (на гръцки: Ιερός Ναός Αγίων Πάντων) е православна църква в южномакедонския град Негуш (Науса), Егейска Македония, Гърция.
Църквата е малък храм, построен на брега на Арапица, под Жертвеното място. Издигнат е от 1974 до 1977 година и принадлежи на гръцката старостилна църква. В архитектурно отношение е базилика с купол и заема площ от около 100 m2. Проектът е на архитект Танасис Фотиадис, а изписването е дело на Манолис Параскевас. Иконостасът му е дървен и позлатен. Извън храма има аязмо.